# Altice Studio (chaîne de télévision)
Pour les articles homonymes, voir Altice Studio.
Pour le studio de production, voir Altice Studio (filiale).
Altice Studio est une chaîne de télévision française consacrée aux séries et au cinéma, appartenant à Altice Média, disponible sur le satellite, le câble, l'IPTV et en web TV (OTT).
Lancée le 22 août 2017, elle cesse d'émettre le 22 mars 2023.

## Historique
Au départ annoncée sous le nom de SFR Studio, Alain Weill, directeur général des activités médias et divertissement du groupe Altice Europe, annonce le lancement de la chaîne finalement dénommée Altice Studio pour le 22 août 2017. Elle diffusera plus de 400 films et séries par an grâce notamment aux accords d'exclusivité signés avec NBCUniversal fin 2016 et le studio Paramount Pictures signé en 2017, mais qui prendra effet qu'en septembre 2018.
La chaîne est proposée sur le Canal 36 des offres Canal+ à partir du 18 août 2020. Elle est offerte à tous les abonnés jusqu'au 2 septembre 2020, puis est une option sans engagement à 5€ par mois pour les non abonnés à INTÉGRALE et INTÉGRALE+ qui eux doivent aussi l'activer mais gratuitement.
La chaîne n'est plus disponible dans Les Offres Canal+ depuis le 30 juin 2022.
Début mars 2023 est annoncée la fermeture de la chaîne le 22 mars 2023, notamment en raison de la concurrence des plateformes comme Netflix, Amazon Prime et Disney +.
Altice Studio a cessé d’émettre le 22 mars 2023.

## Programmes
Avec 400 films par an et deux séries par mois, la chaîne proposait :
- les séries originales de la filiale Altice Studio : notamment les séries Taken et Riviera ;
- les catalogues français ou internationaux : des premières diffusions comme Les Pépites ou Lion, et les films des catalogues français Gaumont, Pathé, Mars, EuropaCorp, Wild Side, SND, MK2, Le Pacte… ;
- les nouvelles productions de NBCUniversal.
- les films du studio Paramount Pictures et Universal.

Le 3 novembre 2017, Altice Studio annonce un accord en exclusivité avec le distributeur français Metropolitan Filmexport pour nourrir sa chaîne en films inédits. Metropolitan Filmexport est le distributeur en France des films du studio Lionsgate ainsi que de DreamWorks Pictures / Amblin Partners et d’autres producteurs indépendants comme STX Entertainment ou A24 Films. Cependant, depuis octobre 2018 Canal+ récupère l'exclusivité des films Metropolitan Filmexport[réf. souhaitée].
Altice Studio produisait également des magazines sur l’actualité du cinéma et des séries, via des synergies avec les autres médias du groupe dont BFM TV

### Séries
En gras la diffusion d'inédits
 Séries françaises
- Taken

 Séries américaines
- The Sinner
- Absentia
- Inhumans
- Almost Family
- Britannia

 Séries britanniques
- Riviera
- Victoria

 Séries israéliennes
- Sirènes

## Diffusion
Pour son lancement le 22 août 2017, la chaîne est disponible exclusivement sur le canal 31 (et 140) pour les abonnées SFR via SFR TV ou la TV de Numericable, mais également pour tous en OTT via l'application SFR TV. Depuis novembre 2017, la chaîne est également disponible en option sur le service satellite Fransat.
La chaîne est diffusée en VF et VO. Des sous-titres français sont également disponibles depuis le 21 septembre 2017 (20h50) à l'occasion de la diffusion des 2 premiers épisodes de The Sinner.
Du 19 août 2020 au 30 juin 2022 la chaîne est diffusée sur la plateforme Canal+ sur le canal 46. Lors de son arrivée sur la plateforme, elle a été également temporairement disponible sur le canal "événementiel" (chaîne 19).